# 岩三鬚鱈
岩三鬚鱈，為輻鰭魚綱鱈形目江鱈科的其中一種，分布於中東大西洋區，包括地中海、葡萄牙至馬德拉群島海域，棲息深度80-600公尺，體長可達40公分，棲息在沙石底質海域，屬肉食性，以甲殼類為食，繁殖期在2月，可作為食用魚。

## 擴展閱讀
維基物種上的相關：岩三鬚鱈